# 오메선
오메선(일본어: 青梅線, おうめせん)은 일본 도쿄도 다치카와시의 다치카와역과 니시타마군의 오쿠타마역을 잇는 동일본 여객철도(JR 동일본)의 철도 노선이다. 이 노선 구간만을 운행하는 열차도 있지만, 주오 쾌속선과 직결 운행하는 열차도 있다.
오메역에서 오쿠타마역 간 일부 역을 제외하고는 타는 곳이 4량 열차에 맞추어져 있다. 오메역에서의 병결·분리 작업은 곤란하기 때문에 대부분의 열차는 오메역에서 오쿠타마역까지, 그리고 오메역에서 다치카와역·도쿄역 방면으로 나누어 운행한다.
이 노선 구간만을 운행하는 차량은 앞부분과 뒷부분에 '오메·이쓰카이치 선(青梅・五日市線)'이라는 스티커를 붙인다.
오메를 기준으로 동쪽은 근교 노선의 형태를 띠지만, 서쪽은 산악 로컬 노선의 형태를 띈다는 특징이 있다. 선로 상황의 경우에도 동쪽의 경우에는 대체로 커브도 완만하며 잘 정비가 되어 있는 반면, 서쪽의 경우에는 선로에 풀이 많이 자라 있고 터널, 급커브가 다수 존재하는 등, 전반적으로 정비 상황이 좋지 않다.

## 노선 정보
- 노선 거리: 37.2 km
- 궤간: 1,067 mm (협궤)
- 역 수: 25
- 복선 구간: 니시타치카와 - 히가시오메
  - 3선 구간: 다치카와 - 니시타치카와
- 전철화 구간: 전 구간 직류 1,500 볼트
- 차단 장치: 복선 자동 차단식(히가시오메 이서 및 오메 단복선에는 단선 자동 차단방식)
- 보안 장치:
  - 다치카와 - 오메: ATS-P
  - 오메 - 오쿠타마: ATS-SN

## 차량
- 201계
- E233계

## 역 목록
| 역명           | 일본어 역명 | 접속 노선                                                                                       | 역간 거리 | 누적 거리  | 소재지 | 소재지                |
| -------------- | ----------- | ----------------------------------------------------------------------------------------------- | --------- | ---------- | ------ | --------------------- |
| 다치카와       | 立川        | ■ 주오 쾌속선 (직결 운행) ■ 난부 선 다마 도시 모노레일 선 (다치카와키타 역 · 다치카와미나미 역) | 0.0       | 0.0        | 도쿄도 | 다치카와시            |
| 니시타치카와   | 西立川      |                                                                                                 | 1.9       | 1.9        | 도쿄도 | 다치카와시            |
| 히가시나카가미 | 東中神      | 0.8                                                                                             | 2.7       | 아키시마시 | 도쿄도 |                       |
| 나카가미       | 中神        | 0.9                                                                                             | 3.6       | 아키시마시 | 도쿄도 |                       |
| 아키시마       | 昭島        | 1.4                                                                                             | 5.0       | 아키시마시 | 도쿄도 |                       |
| 하이지마       | 拝島        | ■ 이쓰카이치 선 (직결 운행) ■ 하치코 선 (직결 운행) ■ 세이부 철도 하이지마 선                   | 1.9       | 아키시마시 | 도쿄도 | 6.9                   |
| 우시하마       | 牛浜        |                                                                                                 | 2.0       | 8.6        | 도쿄도 | 훗사시                |
| 훗사           | 福生        | 1.0                                                                                             | 9.6       |            | 도쿄도 | 훗사시                |
| 하무라         | 羽村        | 2.1                                                                                             | 11.7      | 하무라시   | 도쿄도 |                       |
| 오자쿠         | 小作        | 2.4                                                                                             | 14.1      | 하무라시   | 도쿄도 |                       |
| 가베           | 河辺        | 1.8                                                                                             | 15.9      | 오메시     | 도쿄도 |                       |
| 히가시오메     | 東青梅      | 1.3                                                                                             | 17.2      | 오메시     | 도쿄도 |                       |
| 오메           | 青梅        | 1.3                                                                                             | 18.5      | 오메시     | 도쿄도 |                       |
| 미야노히라     | 宮ノ平      | 2.1                                                                                             | 20.6      | 오메시     | 도쿄도 |                       |
| 히나타와다     | 日向和田    | 0.8                                                                                             | 21.4      | 오메시     | 도쿄도 |                       |
| 이시가미마에   | 石神前      | 1.0                                                                                             | 22.4      | 오메시     | 도쿄도 |                       |
| 후타마타오     | 二俣尾      | 1.2                                                                                             | 23.6      | 오메시     | 도쿄도 |                       |
| 이쿠사바타     | 軍畑        | 0.9                                                                                             | 24.5      | 오메시     | 도쿄도 |                       |
| 사와이         | 沢井        | 1.4                                                                                             | 25.9      | 오메시     | 도쿄도 |                       |
| 미타케         | 御嶽        | 미타케 등산 철도 (다키모토 역)                                                                  | 1.3       | 오메시     | 도쿄도 | 27.2                  |
| 가와이         | 川井        |                                                                                                 | 2.8       | 30.0       | 도쿄도 | 니시타마군 오쿠타마정 |
| 고리           | 古里        | 1.6                                                                                             | 31.6      |            | 도쿄도 | 니시타마군 오쿠타마정 |
| 하토노스       | 鳩ノ巣      | 2.2                                                                                             | 33.8      |            | 도쿄도 | 니시타마군 오쿠타마정 |
| 시로마루       | 白丸        | 1.4                                                                                             | 35.2      |            | 도쿄도 | 니시타마군 오쿠타마정 |
| 오쿠타마       | 奥多摩      | 2.0                                                                                             | 37.2      |            | 도쿄도 | 니시타마군 오쿠타마정 |